# Quinta da Manguela
A Quinta da Manguela é uma quinta localizada na freguesia de Carreira, Município de Santo Tirso, Portugal.
Edifício nobre classificado, tem um grande terreiro em frente à casa, o edificio é coroada pelo brasão da família Pinto de Meireles e Azevedo, e tem uma capela setecentista anexa à casa.
Pertenceu esta quinta ao fundador da casa das Virtudes, José Pinto de Meireles, Capitão-mor de Rebordães, Cavaleiro da Ordem de Cristo.
O escritor Mário Cláudio, em honra a casa das Virtudes, escreveu um romance "A Quinta das Virtudes", onde retém imensos pormenores históricos, e começa o romance no vale do Leça, descrevendo a Quinta da Manguela.